# Ratpenat constructor
Els ratpenats constructors (Uroderma) són un gènere de ratpenats la família dels fil·lostòmids, format per tres espècies distribuïdes per Centreamèrica i Sud-amèrica.

## Taxonomia
- Ratpenat constructor de Baker (U. bakeri)
- Ratpenat constructor bilobat (U. bilobatum)
- Ratpenat constructor de Davis (U. magnirostrum)